# آنا لوفلين
آنا لوفلين (بالإنجليزية: Anna Laughlin)‏  ممثلة أميركية ولدت عام 1885 وتوفيت عام 1937 مثلت على خشبة المسرح في الأفلام الصامتة. في عام 1902 ، أصبحت أول ممثلة للعب دوروثي جيل.

## روابط خارجية
- آنا لوفلين على موقع IMDb (الإنجليزية)
- آنا لوفلين على موقع قاعدة بيانات برودواي على الإنترنت (الإنجليزية)